# TF1
TF1 (siglas de Télévision Française 1) es un canal de televisión francés en abierto de índole privada, operado por Groupe TF1. Comenzó sus emisiones el 6 de enero de 1975 sobre la frecuencia del primer canal de la radiodifusora pública ORTF, que existía desde 1935, y fue privatizada el 15 de abril de 1987 mediante la creación de una sociedad anónima en la que el grupo Bouygues es el accionista mayoritario.
Desde 1988 es el canal con más audiencia de Francia. Aunque su área de transmisión se limita a Francia, también puede sintonizarse en la TDT de Andorra y en plataformas de cable y satélite en Bélgica, Suiza y Luxemburgo.

## Historia

### Antecedentes (1935-1974)
Aunque TF1 fue fundada oficialmente en 1975, sus orígenes se remontan a cuatro décadas atrás. El 26 de abril de 1935 comenzó a emitir el primer canal de televisión en Francia, Radio-PTT Vision, que dos años después fue sustituido por Radiodiffusion Nationale Télévision, controlada por Radiodiffusion Nationale. Las emisiones se detuvieron al comienzo de la Segunda Guerra Mundial y no se reanudaron hasta 1942 mediante un nuevo servicio, Fernsehsender Paris, que estaba dirigido por las fuerzas de ocupación alemanas y contaba con asistencia de Telefunken. Este canal funcionó desde el 7 de mayo de 1943 hasta el 12 de agosto de 1944, una semana antes de la liberación de París.
El 1 de octubre de 1944 comenzaron las emisiones de RDF Télévision française, controlada por Radiodiffusion française (RDF), en la frecuencia de VHF (sistema E de 819 líneas). Este servicio ofreció una programación regular a partir de 1947 y cubrió eventos en directo, como la final del Tour de Francia de 1948. La creación de la empresa Radiodiffusion-télévision française (RTF), controlada y operada por el estado, consolidó el primer canal con una programación de informativos, series y documentales. RTF Télévision fue el único canal de televisión en Francia hasta la creación de segundo canal el 18 de abril de 1964 que emitido experimentalmente el 21 de diciembre de 1963.
En 1964 el gobierno francés sustituyó a RTF por un nuevo ente público, Office de radiodiffusion télévision française (ORTF), con un modelo similar al de la BBC británica que le dotaba de mayor autonomía. En este periodo se desarrolló la competencia entre los dos canales públicos.

### Canal público (1975-1986)
La Ley Audiovisual de 1974 significó la desaparición de la ORTF y su reemplazo por sociedades nacionales: Radio France (radio), Société française de production (productora audiovisual), Télédiffusion de France (teledifusión), Institut national de l'audiovisuel (archivos) y tres canales de televisión independientes entre sí: Télévison Française 1 (TF1), Antenne 2 y France Régions 3 (FR3).
Las emisiones de TF1 comenzaron el 6 de enero de 1975 a las 10:30 de la mañana. Aunque en un primer momento siguió emitiendo en VHF, en 1976 comenzó a emitir en color por el UHF en 625 líneas Secam. Su programación era generalista y competía directamente con el canal público Antenne 2, mientras que FR3 se quedó con los bloques de información regional
El nuevo modelo público afectó al desarrollo del primer canal, que perdió el liderazgo de audiencia en 1982. Además de contar con una plantilla de trabajadores más envejecida, Antenne 2 contaba con una oferta más innovadora en entretenimiento e informativos. Por otro lado, la aprobación de la televisión privada en los años 1980 supuso la llegada de nuevos canales como Canal+ (televisión por suscripción) y La Cinq (señal abierta). En este nuevo escenario se nombró director a Hervé Bourges, procedente de Radio France Internationale, quien frenó la pérdida de espectadores sin llegar a recuperar el primer lugar.

### Privatización (1986-1987)
En marzo de 1986, el gobierno del primer ministro Jacques Chirac prometió privatizar una de las tres televisiones públicas. Descartadas FR3 por su estructura regional y Antenne 2 por su liderazgo, la opción más clara era TF1 por ser el primer canal y por su solvencia económica. La Comisión Nacional de Comunicaciones (CNCL) abrió el plazo de candidaturas en septiembre de 1986 y hubo dos grupos finalistas: Bouyges y Hachette. La candidatura de Bouyges estaba avalada por su presidente Francis Bouygues y contaba con el apoyo de Credit Lyonnais, Société Générale y diferentes inversores. Por otro lado, Jean-Luc Lagardère avalaba la oferta de Hachette y estaba respaldado por la agencia de publicidad Havas. La CNCL se decantó finalmente por el proyecto de Bouyges.
TF1 fue transformada en sociedad anónima el 1 de enero de 1987. Cuatro meses después, el 6 de abril, el grupo Bouyges compró el 50 % para convertirse en el accionista mayoritario. En julio se sacó a bolsa el 40 % de los títulos mediante una oferta pública de venta, y el 10 % restante se ofreció a los trabajadores de la empresa por un precio inferior al del mercado. Todo el proceso quedó culminado el 15 de abril de 1987 tras recibir una concesión privada en abierto por 10 años.

### Liderazgo (1987-2000)

El logotipo clásico de TF1 se introdujo en febrero de 1990.

En 1987, Francis Bouygues asume la presidencia y nombra a Patrick Le Lay, uno de sus hombres de confianza, como vicepresidente. Ambos se comprometieron ante la CNCL a cumplir las condiciones de privatización y a transformar a TF1 en una gran empresa audiovisual. La primera decisión que tomaron fue presentar un plan de viabilidad con recortes salariales y un expediente de regulación de empleo. Algunos periodistas de TF1 hicieron uso de la cláusula de conciencia para marcharse del canal, y varios presentadores históricos como Jean-Claude Bourret, Stéphane Collaro y Patrick Sabatier se marcharon a La Cinq, dirigida por Fininvest. A pesar de todos estos contratiempos, el plan de viabilidad salió adelante y Patrick Le Lay fue nombrado presidente en 1988.
En su primer año bajo la nueva gestión, TF1 y Antenne 2 habían empatado en cuota de pantalla. El canal apostó por una programación comercial con formatos procedentes de Estados Unidos, series de producción nacional, y nuevos espacios como Club Dorothée de Dorothée, Sacrée Soirée de Jean-Pierre Foucault y Ushuaïa de Nicolas Hulot. Además, los informativos fueron remodelados con un formato más dinámico, dos bloques de tarde (13:00) y noche (20:00), y la contratación como presentador estrella de Patrick Poivre d'Arvor, quien se mantuvo al frente de la edición vespertina desde 1987 hasta 2008. Al acabar 1988, TF1 había recuperado el liderazgo con un share del 44,8%. El 2 de febrero de 1990 se adoptó una nueva imagen corporativa, un logo rectangular con los colores de la bandera de Francia, que le reafirmaban como la televisión francesa de referencia.
El 1 de junio de 1992 se inauguró Tour TF1, la sede del grupo TF1 en Boulogne-Billancourt, compuesto por un rascacielos de 45.000 m² que concentra tanto las oficinas como los estudios.
En la década de 1990 el canal consolidó su primera posición gracias a una programación de corte popular, compuesta por series, concursos, informativos y los primeros espacios de telerrealidad: Star Academy y Koh-Lanta. Entre 1992 y 1997 la cuota de pantalla media era del 35 % y la ventaja respecto a France 2 superaba los quince puntos porcentuales. Si se tiene en cuenta la suma del resto de países francófonos, TF1 era en aquella época el canal generalista privado más visto de la Unión Europea.

### Situación actual

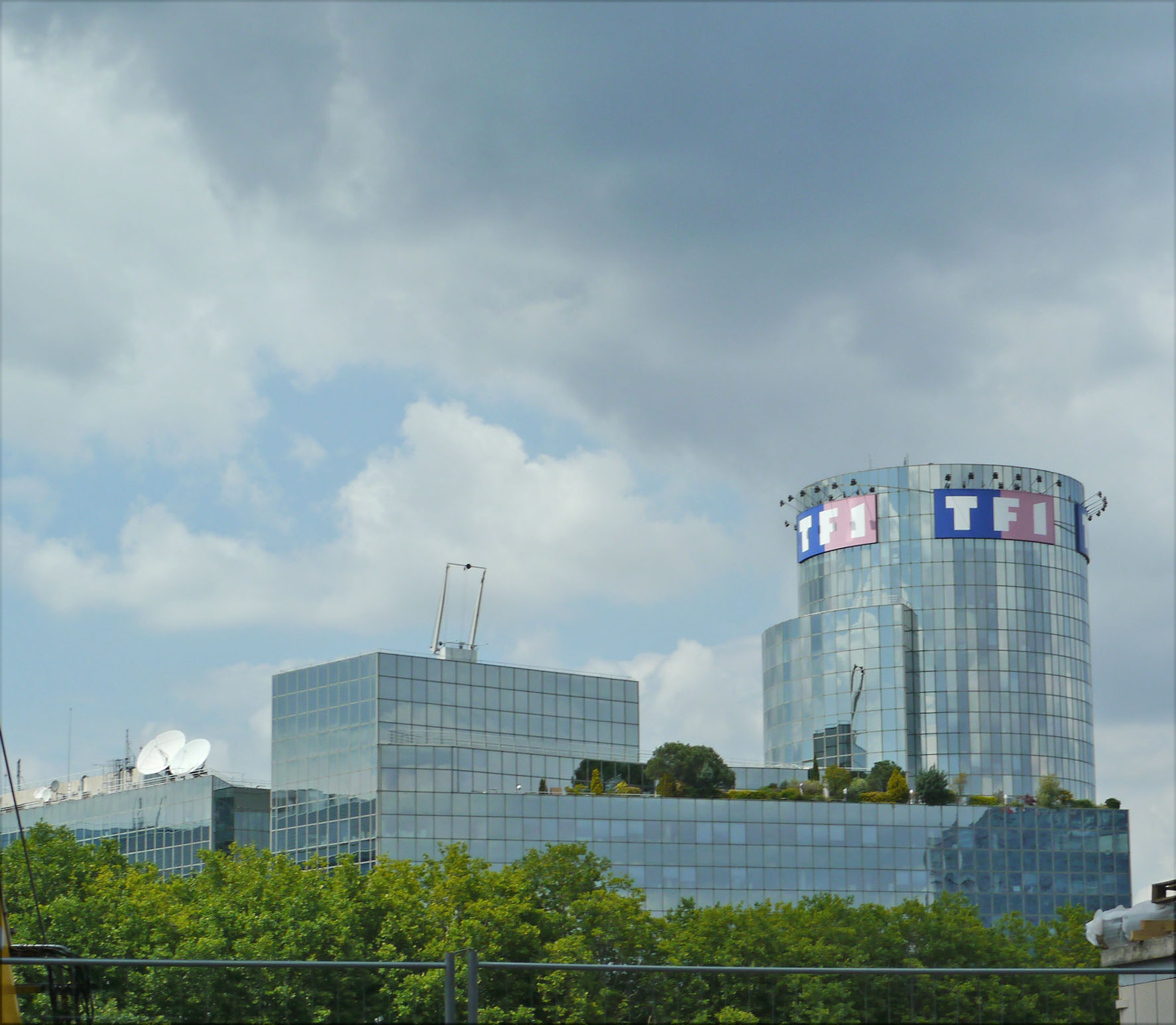
Sede central de TF1

La llegada de la televisión digital terrestre (TDT) y la irrupción de internet han afectado al plan de negocio de TF1. Aunque en un primer momento pensaron que la diversificación de oferta no les iba a afectar, TF1 cayó por debajo del 30 % de cuota de pantalla y el grupo terminó comprando otros canales para diversificar la oferta, entre ellos TV Breizh (2000), TMC (2005) y TFX (2010). También sacó en señal abierta La Chaîne Info, un canal de información continua. Entre 2001 y 2014 fue propietario de Eurosport, el mayor canal deportivo europeo.
Patrick Le Lay dejó la presidencia de TF1 en 2007 y cedió la dirección general a Nonce Paolini, cuya estrategia pasó por rejuvenecer tanto la programación como la plantilla de presentadores. La salida más comentada fue el despido de Poivre d'Arvor en verano de 2008. TF1 mantuvo su liderazgo en audiencia gracias a las series estadounidenses, los espacios de telerrealidad, los derechos deportivos y formatos novedosos como Tengo una pregunta para usted. Entre 2012 y 2018 puso en marcha HD1, un canal propio en alta definición. 
El actual director de TF1 desde 2016 es Gilles Pélisson, quien mantuvo la misma estrategia de su antecesor.

## Programación
La programación de TF1 es generalista, enfocada a todos los públicos. Sus pilares son los espacios de entretenimiento, las series de televisión (tanto estadounidenses como francesas) y los servicios informativos.
El esquema de la programación es similar al de la mayoría de países europeos, con un horario estelar conformado por las propuestas más fuertes: cine, series estadounidenses, competiciones deportivas (entre ellas los partidos de la selección de fútbol de Francia), eventos especiales (Les Enfoirés) y telerrealidad (Koh-Lanta, The Voice, MasterChef, Mask Singer). Cada franja queda dividida por dos bloques informativos de tarde (13:00) y noche (20:00), líderes en su horario.
TF1 apuesta por la producción francesa y cuenta con series que han podido verse en otros canales europeos. Algunas de ellas son Alice Nevers, Commissaire Moulin (1976 a 2008), Diane, femme flic (2003 a 2010), Miraculous: Ladybug, Profilage, Section de recherches, Une famille formidable y la coproducción Crossing Lines.
Los programas con mayor audiencia en la historia de TF1 han sido retransmisiones deportivas como la final de la Copa Mundial de Fútbol de 1998 entre Francia y Brasil (22 millones de espectadores) y la final de la Copa Mundial de Rugby de 2011 entre Francia y Nueva Zelanda (82 % de share, 15 millones de espectadores). En cuanto a entretenimiento, destacan el éxito del programa Le Grand Bluff de Patrick Sébastien, emitido el 26 de diciembre de 1992 y que reunió a más de 17 millones de espectadores; los especiales de Les Enfoirés, y el estreno de la película Bienvenue chez les Ch'tis, con 11 millones de espectadores.

## Imagen corporativa

Logo de TF1 desde el 28 de septiembre de 2013

El logotipo actual de TF1 es un rectángulo azul y rojo con las siglas del canal en blanco y letras mayúsculas, que refuerza la idea de «televisión francesa» al representar de forma abstracta la bandera de Francia. Se estrenó el 2 de febrero de 1990 y su diseño corrió a cargo del estudio británico Lambie-Nairn. Sobre esa imagen se han hecho tres versiones. La actual, introducida en 2013, añade un efecto difuminado.
El indicativo «TF1» se usa desde 1975 y se debe, en parte, a una sugerencia de la Unión Europea de Radiodifusión. Al principio habían recomendado a la ORTF que el nuevo servicio se llamase Télévison Française, añadiendo su dial correspondiente. Pero el hecho de que los tres canales fuesen independientes entre sí motivó que el segundo y el tercero tuviesen otra marca, así que la primera cadena se quedó con la de carácter nacional. El logotipo original eran las siglas «tf1» en minúsculas, unidas entre sí, en una tipografía creada por Catherine Chaillet. En 1984 se modernizó con efectos en tres dimensiones y en 1987 se le añadió un triángulo amarillo para darle un toque más dinámico. Después de la privatización, Bouygues encargó una nueva imagen corporativa y durante un año se usó otra de transición, sin logotipos, hecha por los empleados del canal.

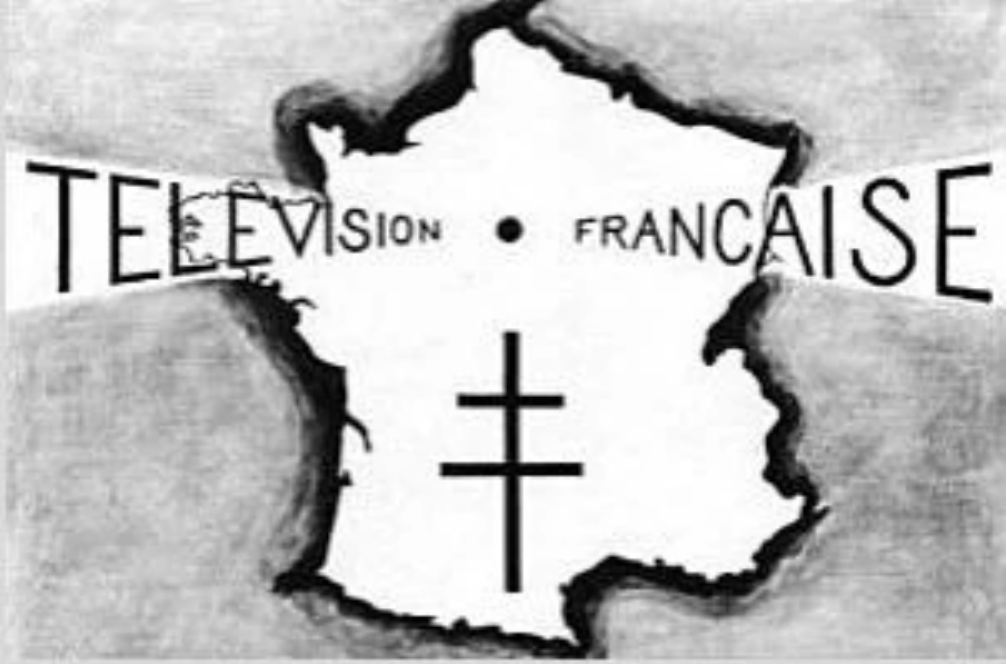
Logo de la RDF Télévision Française desde 1945 hasta 1949.
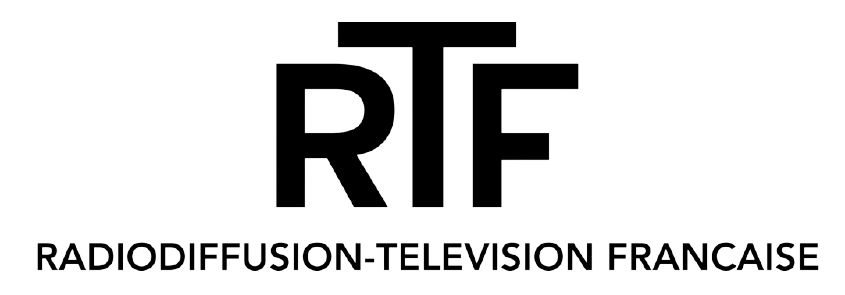
Logo de la RTF desde 1949 hasta 1959.
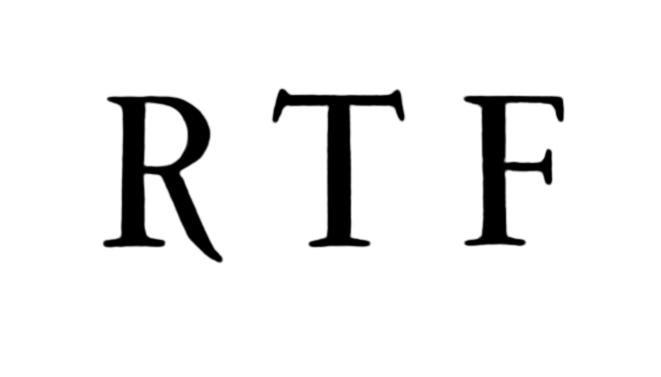
Logo alternativo de la RTF de 1949 a 1959.
Logo de la RTF desde 1959 hasta 1964.
Logo de la ORTF Télévision desde 1964 hasta 1975.
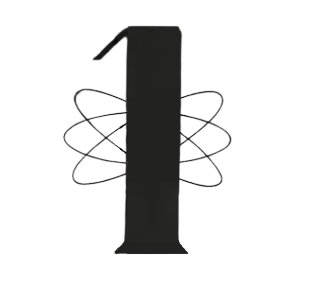
Logo de la ORTF 1 desde 1972 hasta 1975, utilizado en raras ocasiones.
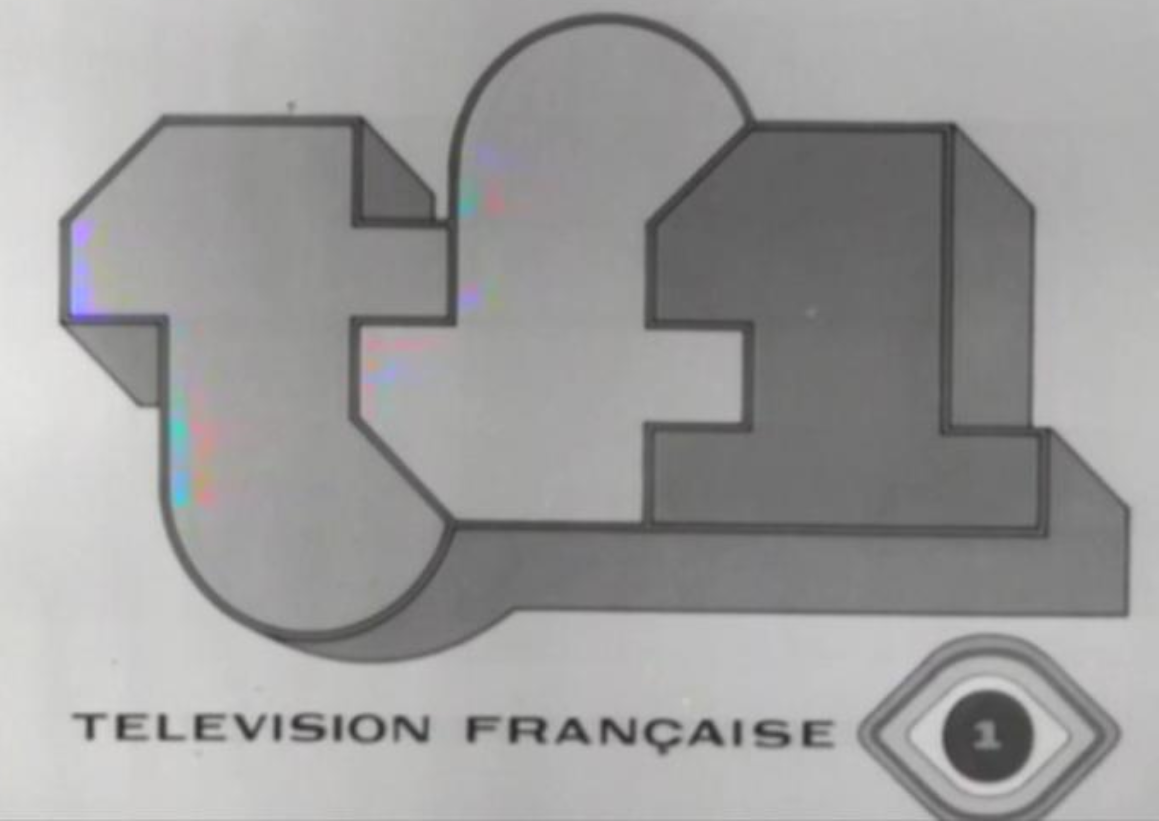
Logo del canal en blanco y negro (819 líneas) de TF1 desde el 6 de enero de 1975 hasta el 19 de julio de 1983.
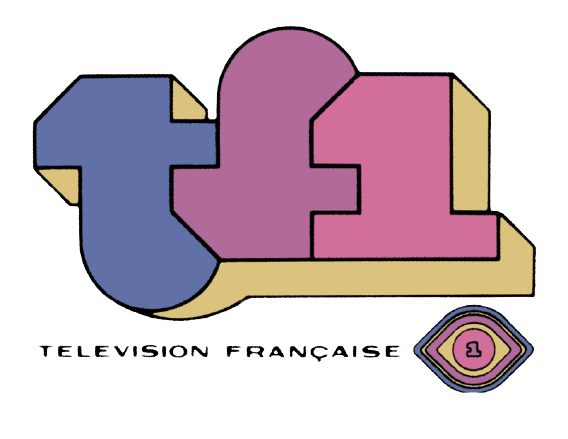
Logo de TF1 desde el 1 de septiembre de 1975 (primeras emisiones en color) hasta el 31 de diciembre de 1984.
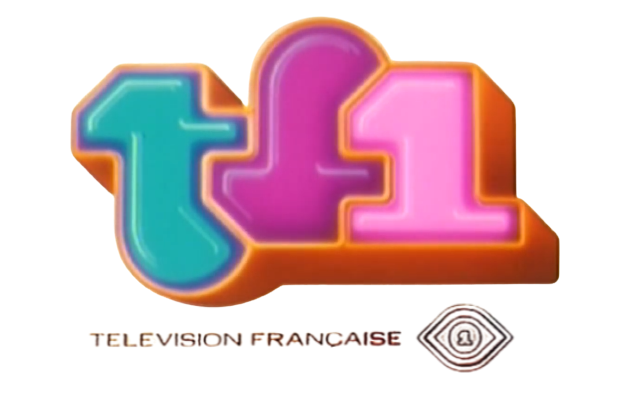
Variante del logo de TF1 de 1975 emitida para el inicio y el fin de las emisiones desde 1976 hasta el 1 de enero de 1986.
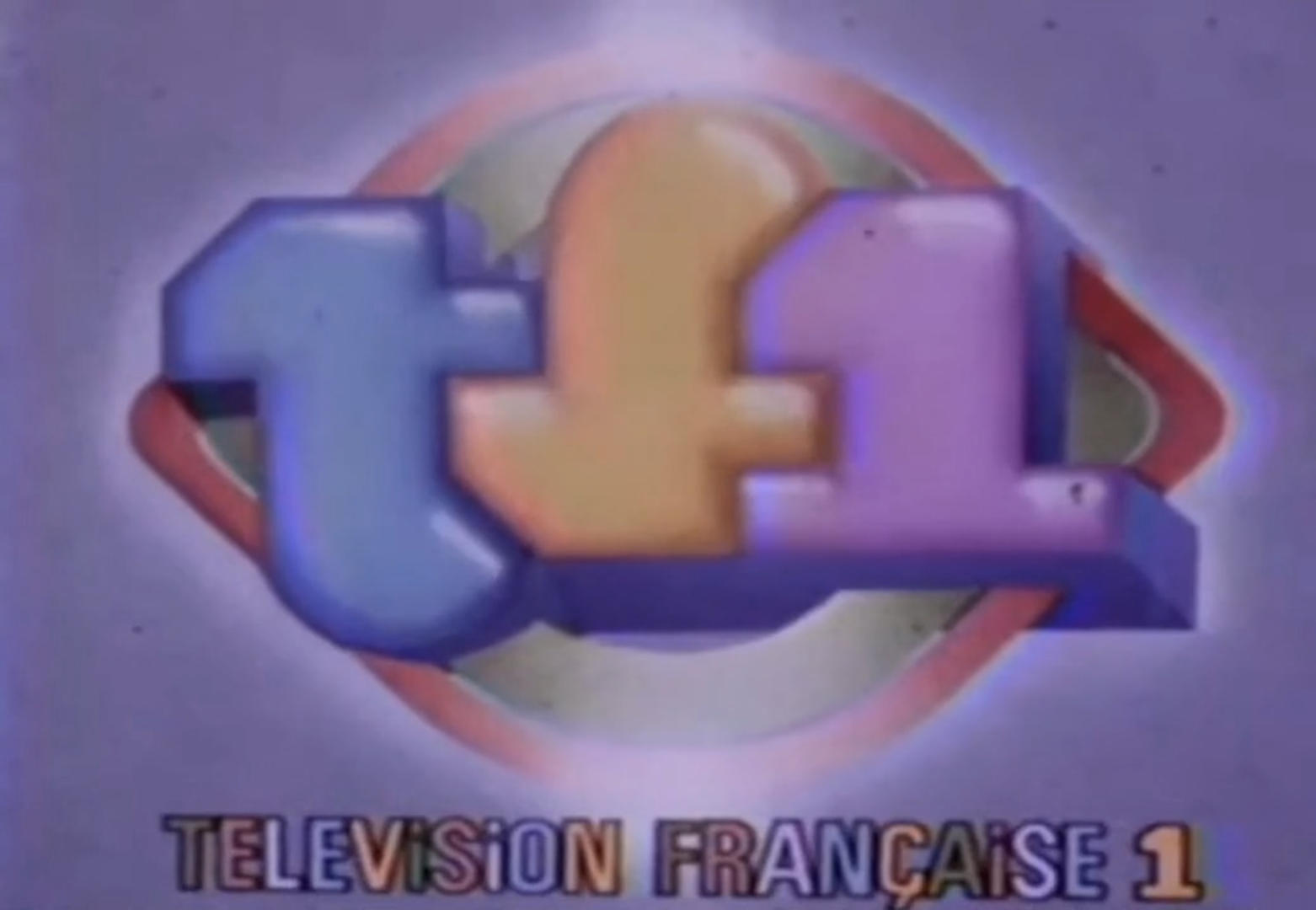
Variante emitida en 1979.
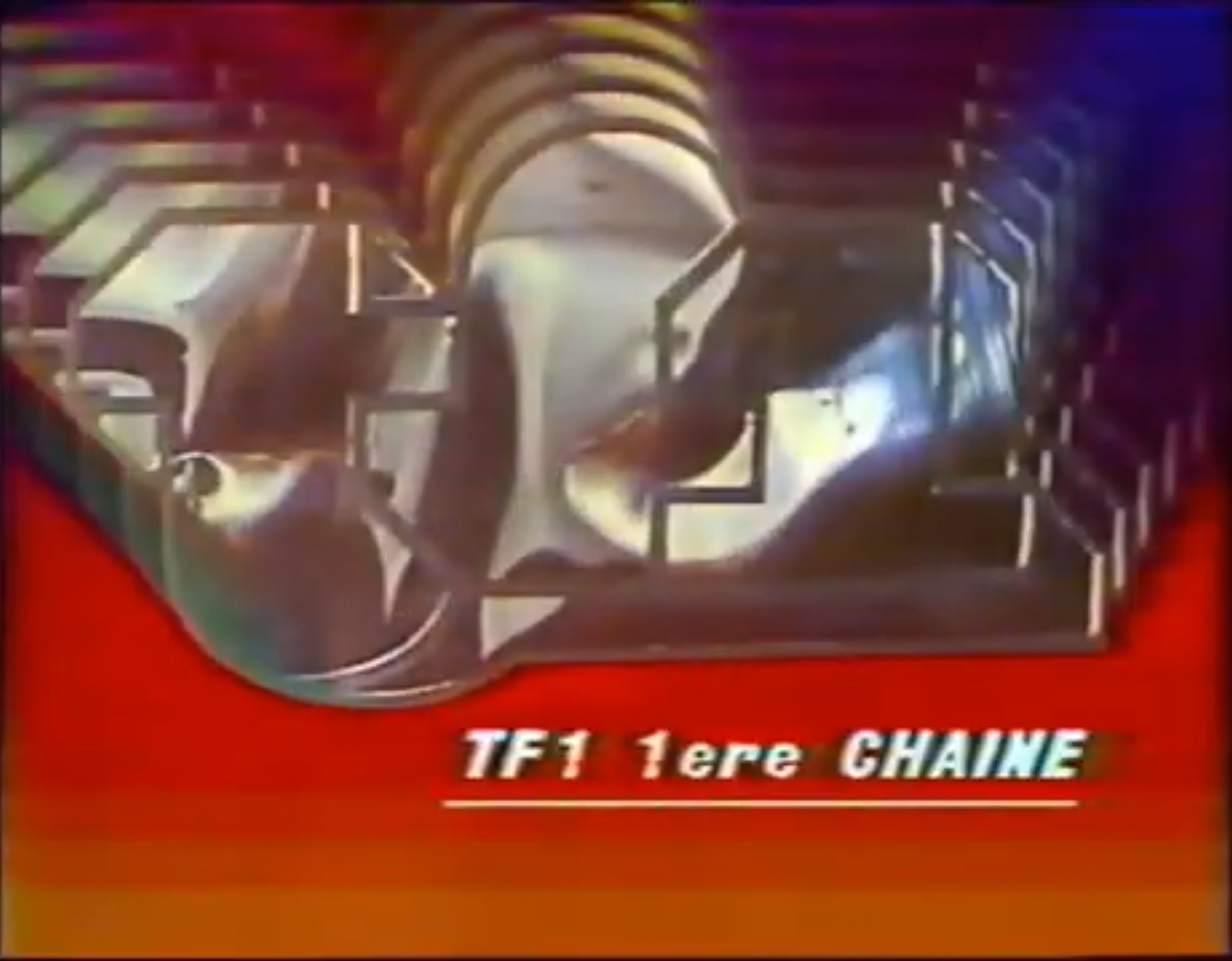
Logo de TF1 con el indicativo 1ère Chaîne (primera cadena), emitido en antena en 1983.
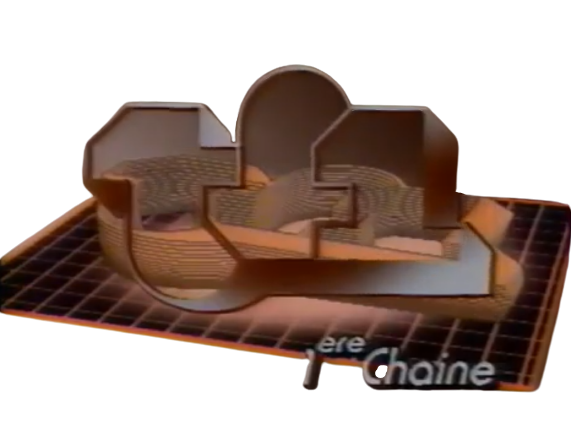
Logo de TF1 con el indicativo 1ère Chaîne (primera cadena), emitido en antena de 1983 a 1984.
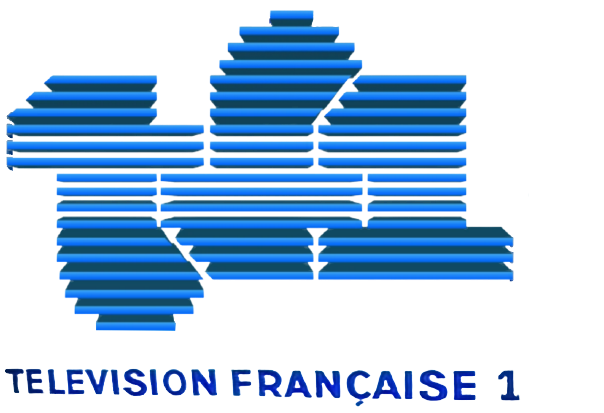
Logo de TF1 con el indicativo Télévision Française 1, utilizado de 1985 a 1987.
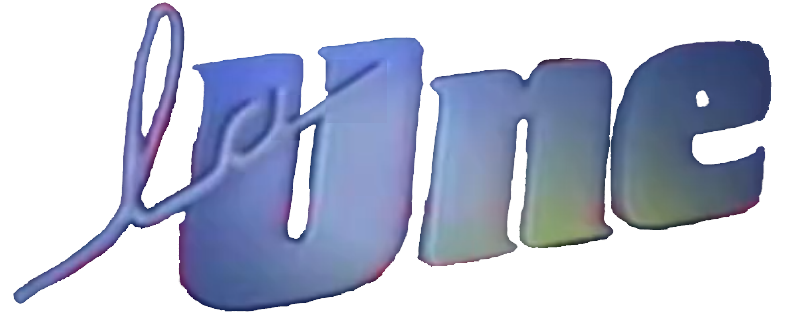
Logo alternativo de TF1, también llamado La Une, de 1985 a 1987.
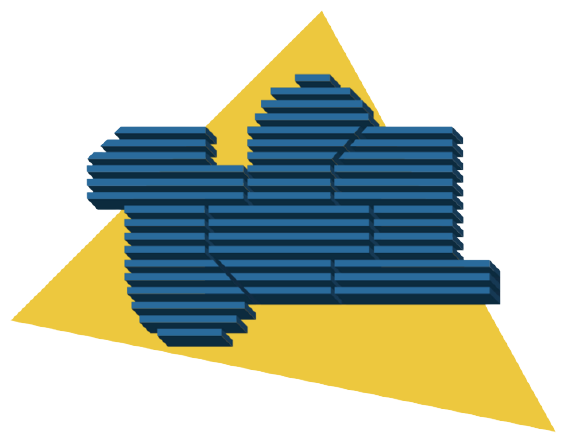
Logo entre 1987 y 1990.
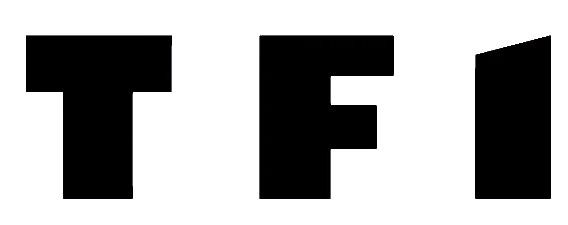
Logo alternativo utilizado entre el verano de 1989[25]  y 1990.
Logo de 1990 a 2006.
Logo de 2006 a 2013.
Logo desde 2013.

## Audiencias
TF1 es la cadena con más audiencia de Francia, la segunda cadena más vista en la Suiza romanda (después de la Télévision suisse romande), la segunda cadena más seguida por la Comunidad francesa de Bélgica (por detrás de RTL-TVI) y una de las cadenas de televisión más vistas de Europa.
| 1976  | 1977  | 1978  | 1979  | 1980  | 1981  | 1982  | 1983  | 1984  | 1985  | 1986  | 1987  | 1988  | 1989  | 1990  | 1991  | 1992  | 1993  | 1994  | 1995  |
| ----- | ----- | ----- | ----- | ----- | ----- | ----- | ----- | ----- | ----- | ----- | ----- | ----- | ----- | ----- | ----- | ----- | ----- | ----- | ----- |
| 45,4% | 50,4% | 50,4% | 46,8% | 47,3% | 46,3% | 42,3% | 37,9% | 39,1% | 38,6% | 38,2% | 42,1% | 44,8% | 41,0% | 41,9% | 42,1% | 41,0% | 41,0% | 39,5% | 37,3% |

|      | Enero  | Febrero | Marzo  | Abril  | Mayo   | Junio  | Julio  | Agosto   | Septiembre | Octubre | Noviembre | Diciembre | Media anual |
| ---- | ------ | ------- | ------ | ------ | ------ | ------ | ------ | -------- | ---------- | ------- | --------- | --------- | ----------- |
| 1996 |        |         |        |        | 36.3 % | 35.6 % | 33.1 % | 35.6 %   | 35.0 %     | 35.1 %  | 33.7 %    | 34.0 %    | 35.4 %      |
| 1997 | 34.6 % | 35.6 %  | 34.5 % | 34.9 % | 35.3 % | 35.7 % | 32.8 % | 35.8 %   | 34.8 %     | 34.9 %  | 34.2 %    | 37.0 %    | 35.0 %      |
| 1998 | 34.1 % | 34.0 %  | 35.2 % | 35.6 % | 35.2 % | 34.8 % | 34.7 % | 36.4 %   | 37.2 %     | 36.1 %  | 35.2 %    | 35.3 %    | 35.3 %      |
| 1999 | 34.9 % | 36.5 %  | 35.6 % | 35.9 % | 34.2 % | 35.1 % | 33.0 % | 34.7 %   | 34.7 %     | 36.1 %  | 35.2 %    | 35.2 %    | 35.1 %      |
| 2000 | 33.9 % | 33.9 %  | 32.6 % | 33.4 % | 34.4 % | 34.1 % | 33.2 % | 33.5 %   | 31.8 %     | 33.8 %  | 33.2 %    | 33.0 %    | 33.4 %      |
| 2001 | 33.8 % | 33.3 %  | 33.6 % | 32.5 % | 31.8 % | 31.8 % | 31.3 % | 33.7 %   | 33.6 %     | 32.0 %  | 32.0 %    | 32.8 %    | 32.7 %      |
| 2002 | 33.5 % | 31.9 %  | 31.9 % | 31.1 % | 31.9 % | 34.5 % | 31.2 % | 34.2 %   | 32.4 %     | 33.2 %  | 33.2 %    | 32.9 %    | 32.7 %      |
| 2003 | 31.9 % | 31.3 %  | 31.8 % | 30.5 % | 31.1 % | 31.6 % | 31.1 % | 31.3 %   | 31.4 %     | 32.4 %  | 30.8 %    | 32.2 %    | 31.5 %      |
| 2004 | 32.7 % | 31.8 %  | 31.8 % | 32.5 % | 33.0 % | 32.2 % | 31.1 % | 30.1 %   | 32.0 %     | 32.0 %  | 31.1 %    | 31.4 %    | 31.8 %      |
| 2005 | 32.2 % | 32.1 %  | 32.7 % | 31.4 % | 31.7 % | 31.2 % | 32.6 % | 34.5 %   | 33.4 %     | 33.4 %  | 31.5 %    | 31.9 %    | 32.3 %      |
| 2006 | 32 %   | 30.2 %  | 31.5 % | 31.9 % | 31.2 % | 32.8 % | 33.8 % | 32.8 %   | 31.3 %     | 31.7 %  | 30.2 %    | 30.7 %    | 31.6 %      |
| 2007 | 30.7 % | 31 %    | 31 %   | 30.3 % | 31.4 % | 30.5 % | 30.2 % | 31.6 %   | 31.8 %     | 31.8 %  | 29.3 %    | 28.9 %    | 30.7 %      |
| 2008 | 28 %   | 27.5 %  | 28 %   | 27.2 % | 27.2 % | 27.5 % | 27.1 % | 27.7 %   | 28 %       | 26.2 %  | 26.1 %    | 26.2 %    | 27.2 %      |
| 2009 | 26.7 % | 26.2 %  | 26.7 % | 26.3 % | 25.5 % | 25.9 % | 25.7 % | 26.7 %   | 26.6 %     | 26.2 %  | 25.8 %    | 24.8 %    | 26.1 %      |
| 2010 | 25.1 % | 25.1 %  | 25.1 % | 24.3 % | 24 %   | 25.1 % | 23.9 % | 24 %     | 24.1 %     | 24.7 %  | 24.3 %    | 24.6 %    | 24.5 %      |
| 2011 | 24.1 % | 23.9 %  | 24.5 % | 23.2 % | 23.6 % | 23.3 % | 22.8 % | 23.4 %   | 24.1 %     | 24.5 %  | 23 %      | 23.3 %    | 23.7 %      |
| 2012 | 22.3 % | 22.6 %  | 23.6 % | 22.6 % | 22.9 % | 22.2 % | 21.8 % | 21.3 %   | 23 %       | 23.4 %  | 23.3 %    | 23.1 %    | 22.7 %**    |
| 2013 | 23.3 % | 23.2 %  | 23.9 % | 22.6 % | 22.2 % | 21.9%  | 21.4 % | 22.2 %   | 23.4 %     | 23.6 %  | 23.3 %    | 22.6 %    | 22.8 %      |
| 2014 | 22.6 % | 22.5 %  | 23.3 % | 22.8 % | 22.1 % | 24.6 % | 23.7 % | 22.5 %   | 22.7 %     | 23.0 %  | 22.5 %    | 23.0 %    | 22.9 %      |
| 2015 | 21.8 % | 21.8%   | 21.9%  | 21.3 % | 21.0 % | 21.4 % | 20.4 % | 20.0 %** | 21.3 %     | 22.4 %  | 21.7 %    | 21.0 %    | 21.6 %      |
| 2016 | 20.6 % | 21.4 %  | 21.7 % | 20.2 % | 20.3 % | 20.4 % | 18.9 % | 18.6 %   | 20.4 %     | 20.3 %  | 20.4 %    | 20.7 %    | 20.4 %      |
| 2017 | 19.7 % | 19.3 %  | 21.0 % | 19.4 % | 20.2 % | 19.7 % | 18.8 % | 19.7 %   | 20.3 %     | 20.3 %  | 20.4 %    | 20,8 %    | 20.0 %      |
| 2018 | 19.8 % | 19.3 %  | 20.3 % | 20 %   | 19.6 % | 21.6 % | 22.4 % |          |            |         |           |           |             |

En verde: Máximo del año

En rojo: Mínimo del año